# 9114 Hatakeyama
A 9114 Hatakeyama (ideiglenes jelöléssel 1997 CU19) a Naprendszer kisbolygóövében található aszteroida. Kobajasi Takao fedezte fel 1997. február 12-én.